# Košutarica
Košutarica is een plaats in de gemeente Jasenovac in de Kroatische provincie Sisak-Moslavina. De plaats telt 282 inwoners (2001).